# 梁鵬
梁鵬（？—？），字孔適，廣東順德縣人，民籍，明朝政治人物。

## 生平
嘉靖四十三年（1564年）甲子科廣東鄉試第十七名。萬曆二年（1574年）甲戌科進士。曾官崇安县知县，升户部主事。

## 家族
曾祖父梁觀賢；祖父梁宗道；父梁祖寅。母唐氏。